# Thauron
Thauron este o comună în departamentul Creuse din centrul Franței. În 2009 avea o populație de 185 de locuitori.

## Evoluția populației
| An        | 1975 | 1982 | 1990 | 1999 | 2006 | 2009 |
| --------- | ---- | ---- | ---- | ---- | ---- | ---- |
| Populație | 197  | 169  | 190  | 189  | 186  | 185  |